# Anchor Brewing Company
Anchor Brewing Company è una distilleria specializzata nella fabbricazione di birra ed alcolici con sede a San Francisco, in California. Fondata nel 1896, l'industria della birra fu riacquistata nel 1965 dal suo proprietario attuale, Fritz Maytag (Frederick Louis Maytag III per lo stato-civile), che la spostò nel 1979. È la sola industria della birra che produce la birra vapore (steam beer), anche chiamata California common beer.

## Storia
Anchor Brewing Company è spesso considerata come l'azienda capo nelle vendite dei microbirrifici negli Stati Uniti. Quando il divieto venne tolto, molte piccole industrie della birra americane poterono riaprire e riprendere la loro produzione. La grande maggioranza vendeva la loro birra soltanto nei dintorni immediati del loro luogo di produzione. Quest'industrie della birra sono spesso un simbolo d'orgoglio nazionale per il maggior numero di immigranti di prima o seconda generazione, in particolare fra le comunità tedesche, polacche o della Repubblica Ceca. Negli anni 50 numerose di quest'industrie della birra continuarono a prosperare durante la seconda guerra mondiale. A partire da questo decennio, tuttavia, la comparsa della pubblicità teletrasmessa e dalle tattiche di marketing di massa favorisce l'espansione delle grandi industrie della birra, in particolare Anheuser-Busch, Schlitz, Pabst e Miller, a scapito delle industrie della birra locali, così il maggior numero poco a poco chiuderà le loro porte.
Nel 1965, Fritz Maytag riacquista il 51% dell'industria della birra Anchor per alcune migliaia di dollari. Alcuni anni più tardi, riacquista il resto del capitale.
Negli anni 80, la birra di Maytag, l'Anchor Steam Beer, inizia ad essere osservata a livello nazionale. La domanda esplode, e numerosi imitatori emulano il suo successo, una concorrenza che Maytag accoglie favorevolmente, non potendo soddisfare di per sé la sete improvvisa di birra artigianale del paese. L'ampiezza delle vendite delle microbrasserie, si vede anche la comparsa di numerosi pub, dove la birra è trattata sul posto in piccole quantità e spesso anche nei ristoranti.

## Diversificazioni
L'industria della birra produce in varie occasioni delle serie limitate per diversi eventi.
Il birrificio vende la maggior parte della sua produzione sul mercato nazionale, ma esporta anche in Canada, in Australia e Nuova Zelanda, Giappone, nei Paesi Bassi, nel Regno Unito ed in Svezia.
Nel 1993, l'impresa ha aperto l'Anchor Distillery, una microdistilleria che opera nello stesso stabilimento del birrificio, producendo un whiskey single malt, Old Potrero, nominato secondo la collina di San Francisco dove è prodotto, produce anche un gin dal 1997, il Junípero un riferimento lontano all'esploratore spagnolo, Junípero Serra.
Lo stabilimento può essere visitato in settimana, soltanto per gruppi e su appuntamento.
Fritz Maytag è anche proprietario del settore York Creek Vineyards, un produttore di vino tra le contee di Napa e Sonoma.

## Marche prodotte
- Anchor Steam (dal 1896, 4,9% di alcool)
- Liberty Ale (dal 1975, 6% di alcool)
- Anchor Porter (dal 1972, 5,6% di alcool)
- Old Foghorn Ale (dal 1975, 8/10% di alcool)
- Anchor Small (dal 1997, 3,3% di alcool)

### Birre stagionali
- Summer Beer (dal 1984, 4,6% di alcool, una birra bianca venduta d'aprile a novembre)
- Christmas Ale (dal 1975, 4/10% di alcool, disponibile da novembre a gennaio)
- Anchor Bock Beer (dal 1975, 5,5%di alcool, disponibile da febbraio ad aprile)

### Birre limitate
- Ninkasi
- Anchor Spruce Beer
- Earthquake Beer
- Potrero Commons Ale
- Bookmaker's Beer
- Trans Pac 1973